# Natanael Batista Pimenta
Natanael Batista Pimenta (Cuiabá, Mato Grosso, Brasil, 25 de diciembre de 1990), conocido solo como Natanael, es un futbolista brasileño. Juega de lateral izquierdo y su equipo actual es el Avaí de la Serie B de Brasil.

## Trayectoria

### Inicios
Natanael debutó a nivel adulto por el Operário de Várzea Grandense en 2009. Fichó por el Cuiabá en el 2011, luego de un corto periodo en el Associação Atlética Serra de Tangará.

### Atlético Paranaense
El 19 de diciembre de 2013, luego de su término de contrato con el Cuiabá, fichó por un año con el Atlético Paranaense de la Serie A. Debutó con su nuevo club el 20 de abril en la victoria por la mínima sobre el Grêmio. El 3 de julio de 2014 renovó su contrato con el club por tres años.

### Ludogorets Razgrad
En julio de 2015, Natanael fichó por el Ludogorets Razgrad de Bulgaria. Rápidamente se estableció en el equipo titular, y fue parte de la obtención del título en la temporada 2015-16. Disputó los seis encuentros clasificatorios de la Liga de Campeones de la UEFA 2016-17, donde su equipo logró un lugar en la fase de grupos.

### Internacional
El 2 de julio de 2019 regresó a Brasil y fichó por el Internacional.

## Estadísticas
Actualizado al último partido disputado el 8 de marzo de 2020.
| Club | Div.          | Temporada     | Liga  | Liga  | Estatal | Estatal | Copas nacionales(1) | Copas nacionales(1) | Copas internacionales(2) | Copas internacionales(2) | Otras(3) | Otras(3) | Total | Total |
| Club | Div.          | Temporada     | Part. | Goles | Part.   | Goles   | Part.               | Goles               | Part.                    | Goles                    | Part.    | Goles    | Part. | Goles |
| --- | ------------- | ------------- | ----- | ----- | ------- | ------- | ------------------- | ------------------- | ------------------------ | ------------------------ | -------- | -------- | ----- | ----- |
| Cuiabá · Brasil |               |               |       |       |         |         |                     |                     |                          |                          |          |          |       |       |
| 4.ª | 2011          | 14            | 1     | ?     | 0       | 1       | 0                   | -                   | -                        | -                        | -        | 15       | 1     |       |
| 3.ª | 2012          | 13            | 0     | ?     | 0       | 2       | 0                   | -                   | -                        | -                        | -        | 15       | 0     |       |
| 3.ª | 2013          | 19            | 0     | ?     | 0       | 0       | 0                   | -                   | -                        | -                        | -        | 19       | 0     |       |
| Total club | Total club    | 46            | 1     | 0     | 0       | 3       | 0                   | 0                   | 0                        | 0                        | 0        | 49       | 1     |       |
| Athletico Paranaense · Brasil |               |               |       |       |         |         |                     |                     |                          |                          |          |          |       |       |
| 1.ª | 2014          | 31            | 0     | 0     | 0       | 2       | 0                   | 8                   | 0                        | -                        | -        | 41       | 0     |       |
| 1.ª | 2015          | 13            | 0     | 11    | 0       | 4       | 0                   | 0                   | 0                        | -                        | -        | 28       | 1     |       |
| Total club | Total club    | 44            | 0     | 11    | 0       | 6       | 0                   | 8                   | 0                        | 0                        | 0        | 69       | 1     |       |
| Ludogorets Bulgaria |               |               |       |       |         |         |                     |                     |                          |                          |          |          |       |       |
| 1.ª | 2015-16       | 27            | 0     | -     | -       | 0       | 0                   | 0                   | 0                        | 1                        | 0        | 28       | 0     |       |
| 1.ª | 2016-17       | 26            | 1     | -     | -       | 3       | 1                   | 14                  | 1                        | 0                        | 0        | 43       | 3     |       |
| 1.ª | 2017-18       | 27            | 1     | -     | -       | 0       | 0                   | 13                  | 1                        | 1                        | 0        | 41       | 2     |       |
| 1.ª | 2018-19       | 16            | 1     | -     | -       | 2       | 0                   | 13                  | 0                        | 1                        | 0        | 32       | 1     |       |
| Total club | Total club    | 96            | 3     | 0     | 0       | 5       | 1                   | 40                  | 2                        | 3                        | 0        | 144      | 6     |       |
| Internacional · Brasil |               |               |       |       |         |         |                     |                     |                          |                          |          |          |       |       |
| 1.ª | 2019          | 7             | 0     | -     | -       | 0       | 0                   | 0                   | 0                        | -                        | -        | 7        | 0     |       |
| 1.ª | 2020          | 0             | 0     | 2     | 0       | 0       | 0                   | 0                   | 0                        | -                        | -        | 2        | 0     |       |
| Total club | Total club    | 7             | 0     | 2     | 0       | 0       | 0                   | 0                   | 0                        | 0                        | 0        | 9        | 0     |       |
| Total carrera | Total carrera | Total carrera | 109   | 4     | 13      | 0       | 14                  | 1                   | 48                       | 2                        | 3        | 0        | 272   | 8     |
| (1) Incluye datos de la Copa de Brasil y la Copa de Bulgaria (2) Incluye datos de la Copa Libertadores, Liga de Campeones de la UEFA y la Liga Europa de la UEFA (3) Incluye datos de la Supercopa de Bulgaria |               |               |       |       |         |         |                     |                     |                          |                          |          |          |       |       |

## Palmarés

### Títulos estatales
| Título                   | Club   | Estado         | Año  |
| ------------------------ | ------ | -------------- | ---- |
| Campeonato Matogrossense | Cuiabá | Mato Grosso    | 2011 |
| Campeonato Matogrossense | Cuiabá | Mato Grosso    | 2013 |
| Campeonato Catarinense   | Avaí   | Santa Catarina | 2025 |

### Títulos nacionales
| Título                   | Club       | País     | Año     |
| ------------------------ | ---------- | -------- | ------- |
| Primera Liga de Bulgaria | Ludogorets | Bulgaria | 2015-16 |
| Primera Liga de Bulgaria | Ludogorets | Bulgaria | 2016-17 |
| Primera Liga de Bulgaria | Ludogorets | Bulgaria | 2017-18 |
| Primera Liga de Bulgaria | Ludogorets | Bulgaria | 2018-19 |
| Supercopa de Bulgaria    | Ludogorets | Bulgaria | 2018-19 |